# 黑尔姆施塔特
黑尔姆施塔特是德国巴伐利亚州的一个市镇。总面积22.80平方公里，总人口2570人，其中男性1324人，女性1246人（2011年12月31日），人口密度113人/平方公里。